# Llançament de martell
El llançament de martell és una prova de l'atletisme actual on es llança un objecte denominat martell, consistent en una bola de metall unida a una empunyadura mitjançant un cable d'acer.

## Característiques del martell
El pes de la totalitat del martell haurà de ser com a mínim de 7,260 kg. i com a màxim de 7,285 kg. en la categoria masculina i un mínim de 4 kg. i un màxim de 4,025 kg. en la categoria femenina.
La bola del martell ha de tenir un diàmetre mínim d'11 cm i màxim de 13 cm en la categoria masculina i un mínim de 9,5 cm i màxim d'11 cm en la categoria femenina.
La distància total des de l'ansa al martell és de mínim 117,5 cm i de màxim 121,5 cm en la categoria masculina i ha d'estar compresa entre 116 cm i 119, cm en la categoria femenina.

## Tècnica de llançament
El llançament es realitza des d'un cercle de 2.135 m de diàmetre, de ciment o una superfície similar, instal·lat dintre d'una gàbia de seguretat, protegida amb xarxes. Es realitzen tres llançaments, i uns tres més de suplement per als vuit atletes amb millor marca vàlida, o per a tots si són vuit o menys. L'atleta pot col·locar el cap del martell dintre o fora del cercle, tocant el terra per a començar el llançament; no és nul si el martell toca la vora metàl·lica o el sòl fora del cercle durant els voltejos preliminars. L'atleta pot interrompre el llançament i reiniciar-lo, tot dins del temps permès. Si el martell es trenca en l'intent o a l'aire no es contarà com a nul, tampoc si el trencament fa perdre l'equilibri a l'atleta i provoca que toqui fora del cercle; en aquest cas se li permetrà tornar a començar.
El llançador pot dur guants a condició que se li vegin les puntes dels dits, excepte el polze, i que siguin llisos i sense rugositats. Així mateix pot protegir-se els dits amb esparadrap, però individualment, sense unir dos o més dits; i posar-se una substància adhesiva a les mans o els guants.
El llançament de martell va ser inventat l'any 1892.

### Motius de llançament nul
- Tocar amb qualsevol part del cos la part superior de la vora metàl·lica o fora del cercle
- Tocar amb la bola del martell el sòl fora del cercle
- Sortir per la part de davant del cercle
- Sortir abans que es produeixi la caiguda de l'artefacte
- Caure l'artefacte fora del sector
- Retard en l'execució

## Rècords
- actualitzat a 3 de juny de 2024[4][5]

| Àrea                                 |       | Marca  | Atleta              | País            | Data                   | Lloc           |
| ------------------------------------ | ----- | ------ | ------------------- | --------------- | ---------------------- | -------------- |
| Rècord del Món                       | Homes | 86.74m | Iuri Sedikh         | URSS            | 30 d'agost de 1986     | Stuttgart      |
| Rècord del Món                       | Dones | 82.98m | Anita Wlodarczyk    | Polònia         | 28 d'agost de 2016     | Varsòvia       |
| Rècord Olímpic                       | Homes | 85.80m | Sergei Litvinov     | URSS            | 26 de setembre de 1988 | Seül           |
| Rècord Olímpic                       | Dones | 82.29m | Anita Wlodarczyk    | Polònia         | 15 d'agost de 2016     | Rio de Janeiro |
| Rècord en Campionat del Món          | Homes | 83.63m | Ivan Tikhon         | Belarús         | 27 d'agost de 2007     | Osaka          |
| Rècord en Campionat del Món          | Dones | 80.85m | Anita Wlodarczyk    | Polònia         | 27 d'agost de 2015     | Pequín         |
| Àfrica                               | Homes | 81.27m | Mostafa Elgamel     | Egipte          | 21 de març de 2014     | El Caire       |
| Àfrica                               | Dones | 75.49m | Annette Echikunwoke | Nigèria         | 22 de maig de 2021     | Arizona        |
| Amèrica del Nord, Central i el Carib | Homes | 84.38m | Ethan Katzberg      | Canadà          | 20 d'abril de 2024     | Nairobi        |
| Amèrica del Nord, Central i el Carib | Dones | 80.31m | DeAnna Price        | Estats Units    | 26 de juny de 2021     | Eugene         |
| Amèrica del Sud                      | Homes | 78.63m | Wagner Domingos     | Brasil          | 19 de juny de 2016     | Celje          |
| Amèrica del Sud                      | Dones | 73.74m | Jennifer Dahlgren   | Argentina       | 10 d'abril de 2010     | Buenos Aires   |
| Àsia                                 | Homes | 84.86m | Koji Murofushi      | Japó            | 29 de juny de 2003     | Praga          |
| Àsia                                 | Dones | 77.68m | Zheng Wang          | R.P. de la Xina | 29 de març de 2014     | Chengdu        |
| Europa                               | Homes | 86.74m | Iuri Sedikh         | URSS            | 30 d'agost de 1986     | Stuttgart      |
| Europa                               | Dones | 82.98m | Anita Wlodarczyk    | Polònia         | 28 d'agost de 2016     | Varsòvia       |
| Oceania                              | Homes | 79.29m | Stuart Rendell      | Austràlia       | 6 de juliol de 2002    | Varazdin       |
| Oceania                              | Dones | 74.61m | Lauren Bruce        | Nova Zelanda    | 20 de maig de 2021     | Arizona        |

## Atletes amb millors marques mundials
- Actualitzat a 3 de juny de 2024[6][7]

### Millors marques masculines
| Posició | Marca  | Atleta             | País    | Data                  | Lloc            | Ref.  |
| ------- | ------ | ------------------ | ------- | --------------------- | --------------- | ----- |
| 1       | 86.74m | Iuri Sedikh        | URSS    | 30 d'agost de 1986    | Stuttgart       |       |
| 2       | 86.04m | Sergei Litvinov    | URSS    | 3 de juliol de 1986   | Dresden         |       |
| 3       | 84.90m | Vadim Devyatovskiy | Belarús | 21 de juliol de 2005  | Minsk           |       |
| 4       | 84.86m | Koji Murofushi     | Japó    | 29 de juny de 2003    | Praga           |       |
| 5       | 84.62m | Igor Astapkovich   | Belarús | 6 de juny de 1992     | Sevilla         |       |
| 6       | 84.51m | Ivan Tikhon        | Belarús | 9 de juliol de 2008   | Hrodna          |       |
| 7       | 84.48m | Igor Nikulin       | URSS    | 12 de juliol de 1990  | Lausana         |       |
| 8       | 84.40m | Jüri Tamm          | URSS    | 9 de setembre de 1984 | Banská Bystrica |       |
| 9       | 84.38m | Ethan Katzberg     | Canadà  | 20 d'abril de 2024    | Nairobi         | [ 8 ] |
| 10      | 84.19m | Adrián Annus       | Hongria | 10 d'agost de 2003    | Szombathely     |       |

### Millors marques femenines
| Posició | Marca  | Atleta            | País            | Data                   | Lloc        | Ref.   |
| ------- | ------ | ----------------- | --------------- | ---------------------- | ----------- | ------ |
| 1       | 82.98m | Anita Wlodarczyk  | Polònia         | 28 d'agost de 2016     | Varsòvia    | [ 9 ]  |
| 2       | 80.31m | DeAnna Price      | Estats Units    | 26 de juny de 2021     | Eugene      | [ 10 ] |
| 3       | 80.17m | Brooke Andersen   | Estats Units    | 20 de maig de 2023     | Arizona     | [ 11 ] |
| 4       | 79.42m | Betty Heidler     | Alemanya        | 21 de maig de 2011     | Halle       | [ 12 ] |
| 5       | 78.62m | Camryn Rogers     | Canadà          | 26 de març de 2023     | Los Angeles | [ 13 ] |
| 6       | 78.51m | Tatyana Lysenko   | Rússia          | 5 de juliol de 2012    | Txeboksari  |        |
| 7       | 78.00m | Janee Kassanavoid | Estats Units    | 21 de maig de 2022     | Arizona     | [ 14 ] |
| 8       | 77.78m | Gwen Berry        | Estats Units    | 8 de juny de 2018      | Chorzów     |        |
| 9       | 77.68m | Zheng Wang        | R.P. de la Xina | 29 de març de 2014     | Chengdu     |        |
| 10      | 77.33m | Wenxiu Zhang      | R.P. de la Xina | 28 de setembre de 2014 | Incheon     |        |